# Op Roakeldais
Op Roakeldais is een internationaal folkloristisch dansfestival dat elk jaar in het Groningse Warffum wordt gehouden.
De naam van het festival, dat voor het eerst in 1966 werd gehouden, betekent in het Gronings 'op goed geluk'. Het woord is een verbastering van het Latijnse miraculum Dei, hetgeen zoveel betekent als een 'een wonder Gods'.
Elk jaar in de laatste week van juni begint het festival waarbij folkloristische dansgroepen uit de hele wereld optreden. De buitenlandse dansgasten worden in de omgeving ondergebracht in gastgezinnen. De zaterdag vormt het hoogtepunt van de week. 's Middags vindt dan een optocht met alle dansgroepen door het dorp plaats, waarna 's avonds een groot dansspektakel op het programma staat. Het festival vindt plaats in de grote sporthal (Op Roakeldaishal) die naast de voorziening als sporthal gebouwd is als grote zaal voor de dansoptredens.